# Finale del campionato mondiale di calcio 1938
La finale del campionato mondiale di calcio 1938 fu l'incontro di calcio decisivo per l'assegnazione del campionato del mondo 1938.
Disputata il 19 giugno 1938 allo stadio Yves du Manoir di Colombes, nei pressi di Parigi, vide la vittoria dell'Italia sull'Ungheria, con il punteggio finale di 4-2.

## Le squadre
| Squadra  | Finali disputate in precedenza (il grassetto indica la vittoria) |
| -------- | ---------------------------------------------------------------- |
| Italia   | 1 (1934)                                                         |
| Ungheria | Nessuna                                                          |

## Antefatti
In occasione della terza edizione dei mondiali di calcio, in programma in Francia nel 1938, l'Italia si presentò da campione in carica, pur tra le polemiche che avevano accompagnato la vittoria della Coppa del Mondo del 1934.
Gli azzurri, guidati sin dal 1929 da Vittorio Pozzo, avevano fatto proprio l'ultimo mondiale battendo in finale la Cecoslovacchia. Al tempo stesso, l'Italia aveva conquistato per la seconda volta la Coppa Internazionale, nell'edizione 1933-1935, e soprattutto si era aggiudicata la medaglia d'oro al torneo di calcio delle Olimpiadi di Berlino nel 1936.
Dal canto proprio, l'Ungheria era reduce da un quarto (1927-1930) e due terzi posti (1931-1932 e 1933-1935) nella Coppa Internazionale. Al torneo olimpico di Berlino del 1936 era stata, invece, eliminata agli ottavi di finale, mentre nella precedente edizione della Coppa del Mondo del 1934 era uscita ai quarti di finale per mano dell'Austria.
Alla vigilia del mondiale, le due nazionali si erano già affrontate sedici volte, con un bilancio di otto vittorie italiane, quattro pareggi ed altrettante affermazioni ungheresi: nell'ultima sfida, il 25 aprile 1937 a Torino, erano prevalsi gli azzurri per 2-0.

## Il cammino verso la finale

### Italia

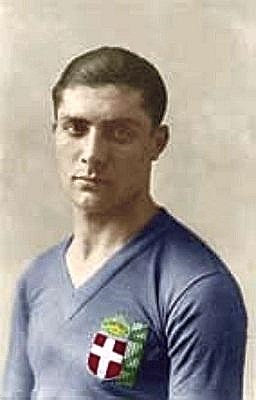
Il capitano italiano Giuseppe Meazza

In quanto detentrice della Coppa Rimet, l'Italia fu esonerata dalle qualificazioni al campionato mondiale di calcio 1938 e direttamente ammessa alla fase finale. Il ritiro dell'Austria a seguito dell'Anschluss (con cui la Germania nazista aveva annesso il Paese alpino), avvenuto nello stesso 1938, e il conseguente abbandono del celeberrimo Wunderteam rendevano gli azzurri i grandi favoriti per il mondiale francese.
Il CT Pozzo aveva convocato una nazionale fortemente rinnovata dall'ultimo mondiale: solo Masetti, Monzeglio, Meazza e Ferrari avevano fatto parte della rosa che aveva conquistato il titolo nel 1934. La squadra azzurra era fondata essenzialmente su calciatori dell'Ambrosiana-Inter e del Bologna, vincitori delle precedenti tre edizioni del campionato, nonché di Roma e Triestina, autrici di prestazioni convincenti negli ultimi anni.
Leader, capitano e regista della Nazionale era l'attaccante dell'Ambrosiana-Inter Giuseppe Meazza, a cui si affiancavano compagni di reparto del calibro di Luigi Colaussi, Silvio Piola della Lazio e Giovanni Ferrari. Colonna portante del centrocampo era l'italo-uruguaiano Michele Andreolo (unico oriundo della Nazionale), mentre la difesa era incentrata sugli juventini Pietro Rava e Alfredo Foni.
Per il mondiale 1938, la FIFA confermò la formula dell'eliminazione diretta sin dal primo turno.
Il sorteggio parve arridere agli azzurri, che furono contrapposti, negli ottavi di finale, alla Norvegia, sulla carta tra gli avversari più abbordabili del lotto.
L'esordio italiano ebbe luogo il 5 giugno a Marsiglia, in un ambiente decisamente ostile: prima del calcio d'inizio, gli azzurri eseguirono il saluto romano, venendo accolti da una bordata di fischi da parte del pubblico francese, rinvigorito anche da numerosi esuli antifascisti italiani.
L'Italia, come da pronostico, passò in vantaggio dopo appena due minuti con Ferraris, ma subì la sorprendente reazione degli scandinavi: la Norvegia colpì tre volte il palo, per poi pareggiare a sette minuti dalla fine grazie alla rete di Brustad. Prima della fine dei tempi regolamentari, l'arbitro tedesco Beranek annullò ai norvegesi il goal che poteva sancire l'eliminazione dell'Italia al primo turno.
La partita dovette risolversi ai tempi supplementari: qui si impose la Nazionale italiana, grazie alla rete di Piola al 94'.
Di tutt'altro livello appariva l'avversario degli azzurri nei quarti di finale, la Francia padrona di casa, complice anche l'ostico pubblico locale. Difatti, il 12 giugno a Colombes, l'Italia, che scese in campo con un completo nero su disposizione di Mussolini, fu nuovamente fischiata dai tifosi francesi. La gara si accese subito per effetto del vantaggio italiano al 9', con marcatura di Colaussi, a cui la Francia prontamente replicò con Heisserer dopo appena un minuto.
Nel secondo tempo, tuttavia, una doppietta di Piola, in ambedue le marcature servito da Biavati, fissò il punteggio sul definitivo 3-1, che qualificò l'Italia in semifinale.
Il 16 giugno a Marsiglia, l'Italia si trovò di fronte uno degli avversari più temibili, il Brasile. La Seleçao era reduce da due durissimi incontri con la Polonia (battuta 6-5) e la Cecoslovacchia (eliminata, dopo il pari per 1-1 nella prima partita, al termine di uno spareggio vinto dai sudamericani per 2-1): per tale motivo, il CT Pimenta, non schierò in semifinale l'attaccante Tim e il più celebre compagno di reparto, la stella Leônidas (futuro miglior marcatore del torneo con 7 goal), al fine di risparmiarne le forze in vista della finale. Del resto, i brasiliani erano così convinti di vincere al punto da aver già prenotato l'aereo per Parigi e da aver rifiutato l'offerta del CT italiano Pozzo di lasciare i posti sul velivolo agli azzurri in caso di sconfitta della Seleçao.
L'Italia, tuttavia, sfoderò una superba prestazione, portandosi in vantaggio al 51' con Colaussi e raddoppiando al 60' con Meazza su rigore (concesso per un fallo di Domingos da Guia su Piola), calciato dal Balilla reggendosi i pantaloncini, a cui si era rotto l'elastico.
Il goal finale del brasiliano Romeu fu ininfluente e l'Italia guadagnò l'accesso alla finale per la seconda volta consecutiva.

### Ungheria
L'Ungheria, guidata da Alfréd Schaffer, si era aggiudicata un posto alla fase finale del mondiale del 1938 dopo aver sconfitto, nelle qualificazioni, la Grecia per 11-1. 
I magiari presentavano una rosa formata per lo più da calciatori delle tre principali forze del campionato nazionale: l'Újpest, il Ferencváros e l'MTK Hungária.

Difesa in porta da Antal Szabó, la nazionale magiara schierava un offensivo 2-3-5, guidato in difesa da Sándor Bíró e a centrocampo da Gyula Lázár, e culminante con un prolifico attacco trascinato dal capitano György Sárosi (che tra gli anni '40 e gli anni '60 avrebbe allenato diverse squadre italiane), Pál Titkos e il goleador Gyula Zsengellér (futuro romanista, autore di oltre 600 goal in carriera).

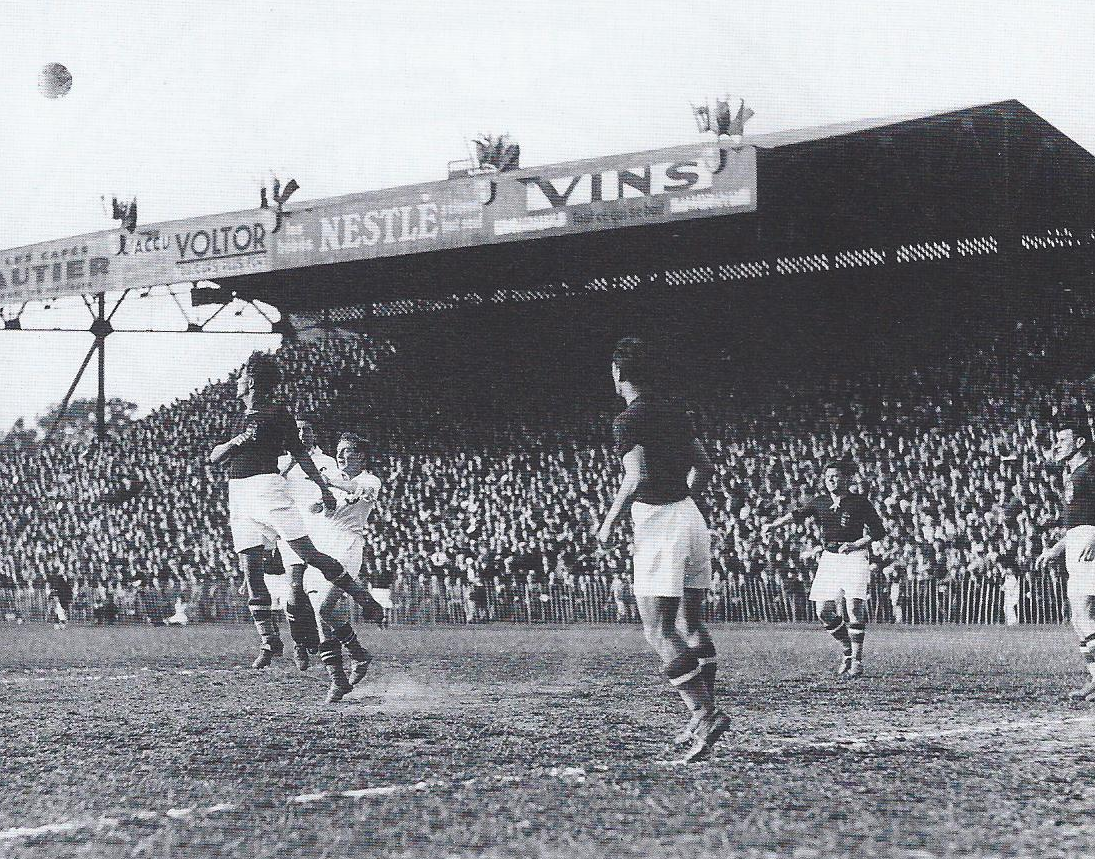
Una fase del quarto di finale fra Ungheria e, vinto dai magiari per 2-0.

Il sorteggio, per il primo turno, fu benevolo nei confronti degli ungheresi, abbinati alle Indie orientali olandesi, prima nazionale asiatica ai mondiali di calcio. Il 5 giugno a Reims, come da pronostico, l'Ungheria si impose facilmente con un perentorio 6-0, grazie alle marcature di Kohut e Toldi e alle doppiette di Sárosi e Zsengellér.
Nei quarti, il 12 giugno a Lilla, i magiari dovettero misurarsi con la Svizzera: ancora Sárosi e Zsengellér risolsero la partita, fissando, con una rete per parte, il risultato finale in un 2-0 per l'Ungheria.
In semifinale, il 16 giugno a Parigi, la selezione di Schaffer si trovò di fronte la Svezia. La partita non iniziò nel migliore dei modi per i magiari, che andarono sotto di un goal dopo appena un minuto a causa della marcatura di Nyberg. 
Al 19', tuttavia, un'autorete di Jacobsson riportò il punteggio in parità. 
A metà del primo tempo, l'Ungheria mostrò la propria superiorità, grazie a Sas e Zsengellér, i quali siglarono un rapido uno-due tra il 37' e il 39'. Nella seconda frazione di gara, Sárosi e nuovamente Zsengellér fissarono il punteggio finale sul 5-1 per l'Ungheria.

### Tabella riassuntiva del percorso
Note: In ogni risultato sottostante, il punteggio della finalista è menzionato per primo.
| Italia     | Italia    | Italia    | Italia    | Turno                       | Ungheria                 | Ungheria  | Ungheria  | Ungheria  |
| ---------- | --------- | --------- | --------- | --------------------------- | ------------------------ | --------- | --------- | --------- |
| Avversario | Risultato | Risultato | Risultato | Fase a eliminazione diretta | Avversario               | Risultato | Risultato | Risultato |
| Norvegia   | 2-1 (dts) | 2-1 (dts) | 2-1 (dts) | Ottavi di finale            | Indie orientali olandesi | 6-0       | 6-0       | 6-0       |
| Francia    | 3-1       | 3-1       | 3-1       | Quarti di finale            | Svizzera                 | 2-0       | 2-0       | 2-0       |
| Brasile    | 2-1       | 2-1       | 2-1       | Semifinali                  | Svezia                   | 5-1       | 5-1       | 5-1       |

## Il prepartita

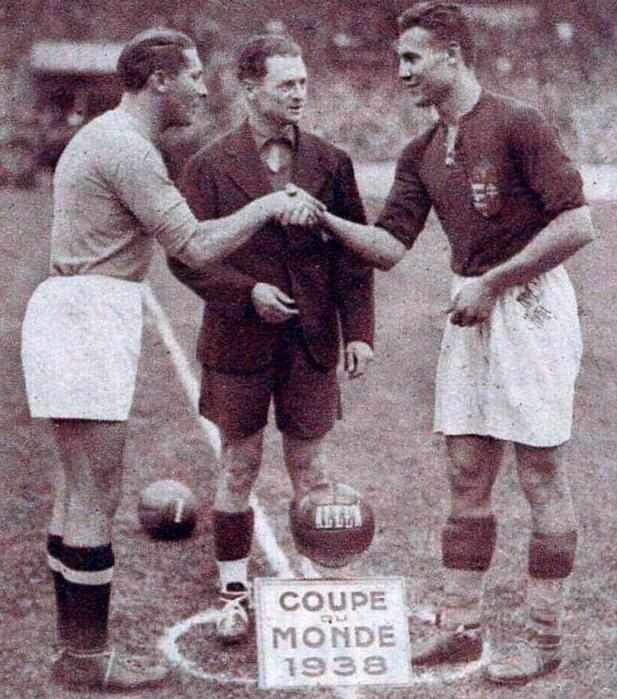
L'arbitro della finale Georges Capdeville tra il capitano italiano Meazza e quello ungherese Sárosi.

L'arbitro designato dalla FIFA per la finale fu Georges Capdeville, primo francese ad arbitrare la sfida decisiva della Coppa del Mondo (il secondo e, ad oggi, ultimo sarebbe stato il connazionale Maurice Guigue nel 1958) e il solo direttore di gara nella storia dei mondiali a dirigere una finale nel proprio Paese.
Capdeville aveva già arbitrato la ripetizione dell'incontro tra Brasile e Cecoslovacchia, valevole per i quarti di finale.

## Descrizione della partita
Italia e Ungheria scesero in campo, per la sfida decisiva per l'assegnazione del titolo mondiale, a Colombes, presso Parigi, nello storico Stade olympique Yves-du-Manoir, che aveva già ospitato la finale del torneo di calcio dei Giochi della VIII Olimpiade del 1924 tra Uruguay e Svizzera.
Quelle che erano apparse le migliori squadre del torneo confrontarono due differenti, ma egualmente efficaci, scuole di gioco: più tecnica ed elegante l'Ungheria, più rapida e pratica l'Italia. I magiari, peraltro, vantavano il miglior attacco (13 goal realizzati) e la miglior difesa (appena una rete subita) del torneo.
La finale fu trasmessa in diretta in Italia via radio, con il commento di Niccolò Carosio.
Sugli spalti, si verificò un'autentica sfida tra tifosi italiani (tra cui anche fascisti), che sostenevano la Nazionale azzurra, ed esuli antifascisti, che invece parteggiavano per l'Ungheria, così come la maggior parte del pubblico di casa.
La partita iniziò per l'Italia nel migliore dei modi: già al 6', Colaussi portò in vantaggio gli azzurri. La reazione ungherese fu però fulminea e dopo soli due minuti Titkos siglò la rete del pareggio.
I calciatori italiani, tuttavia, non si demoralizzarono. Ispirata dalla regia di Meazza, la squadra di Pozzo riprese il comando delle operazioni e al 16', dopo un rapido scambio con Ferrari, Piola riportò in vantaggio gli azzurri.
Al 35', nuovamente Colaussi, con un tiro ad effetto, batté Szabó, realizzando il 3-1 che parve porre la parola fine sulla partita.
Nel secondo tempo, l'Italia sfiorò la quarta segnatura con Biavati, che colpì il palo. Al 70', però, Sárosi batté Olivieri, riportando in gara i magiari. L'Italia mostrò però la sua superiorità: all'82', lo stesso Biavati effettuò un cross verso l'area di rigore ungherese e Piola insaccò la palla per il definitivo 4-2.

## Tabellino
| Arbitro: | Georges Capdeville |

|                                 |           |                      |
| Colaussi 6’, 35’ Piola 16’, 82’ | Marcatori | 8’ Titkos 70’ Sárosi |

| Italia | Ungheria |

| Italia (Metodo) |  |                  |
|                 |  |                  |
| P               |  | Aldo Olivieri    |
| D               |  | Alfredo Foni     |
| D               |  | Pietro Rava      |
| C               |  | Pietro Serantoni |
| C               |  | Michele Andreolo |
| C               |  | Ugo Locatelli    |
| A               |  | Amedeo Biavati   |
| A               |  | Giuseppe Meazza  |
| A               |  | Silvio Piola     |
| A               |  | Giovanni Ferrari |
| A               |  | Gino Colaussi    |
| CT:             |  |                  |
| Vittorio Pozzo  |  |                  |

| Ungheria (Metodo) |  |                  |
|                   |  |                  |
| P                 |  | Antal Szabó      |
| D                 |  | Sándor Bíró      |
| D                 |  | Gyula Polgár     |
| C                 |  | Gyula Lázár      |
| C                 |  | György Szűcs     |
| C                 |  | Antal Szalay     |
| A                 |  | Pál Titkos       |
| A                 |  | Gyula Zsengellér |
| A                 |  | György Sárosi    |
| A                 |  | Jenő Vincze      |
| A                 |  | Ferenc Sas       |
| CT:               |  |                  |
| Alfréd Schaffer   |  |                  |

| Assistenti arbitrali: Hans Wuethrich (Svizzera) Gustav Krist (Cecoslovacchia) |

## Il dopopartita

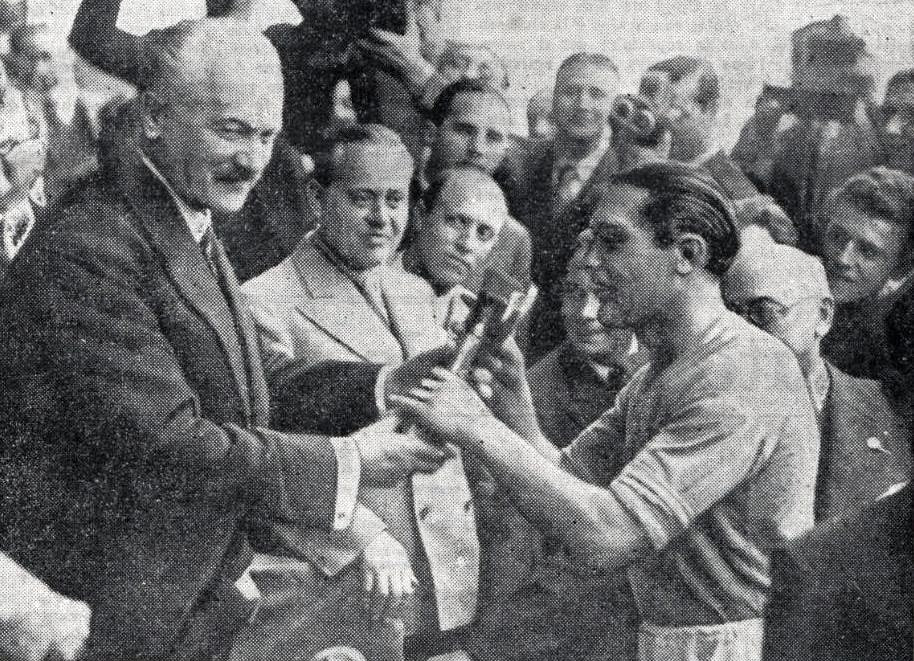
Il presidente francese Albert Lebrun consegna la Coppa Rimet a Giuseppe Meazza.

L'Italia vinse con pieno merito il suo secondo titolo mondiale, cancellando le polemiche che avevano accompagnato la vittoria del 1934.
Allorché Meazza, ricevuta la Coppa Rimet dal presidente francese Lebrun, la alzò al cielo, il pubblico mise da parte i rancori politici e tributò agli azzurri un lungo e sportivo applauso.
Lo stesso capitano ungherese Sárosi, al termine della partita, strinse la mano a Meazza, sussurrandogli: «La vittoria è andata certamente ai migliori».
Vittorio Pozzo divenne il primo e, ad oggi, unico allenatore a vincere due edizioni della Coppa del Mondo.
L'Italia era a quel punto tra le favorite anche per la conquista dei mondiali del 1942, ma lo scoppio della seconda guerra mondiale, nel 1939, impedì lo svolgimento del massimo torneo calcistico fino al 1950.
Durante il conflitto bellico, la Coppa Rimet sarebbe stata custodita dal dirigente sportivo italiano Ottorino Barassi, che la nascose sotto il letto dentro una scatola per le scarpe, salvandola dalla Gestapo, che intendeva requisirla.
L'ultimo sopravvissuto dei calciatori della finale del 1938, Pietro Rava, morì il 5 novembre 2006.